# Juergen Sommer
Juergen Peterson Sommer (New York, 1969. szeptember 27. – ) amerikai válogatott labdarúgókapus.

## Pályafutása

### Klubcsapatban
New Yorkban született a New York államban. Futballozni a Culver Katonai Akadémia labdarúgócsapatában kezdett középiskolásként, majd miután felvételt nyert az Indianai Egyetemre az Indiana Hoosiers-ben folytatta pályafutását.
1991 és 1998 között Angliában játszott. 1991 és 1995 között a Luton Town játékosa volt, de kölcsönben szerepelt a Brighton & Hove Albion, a Kettering Town, és a Torquay United csapatában is. 1995 és 1998 között a Queens Park Rangers kapuját védte.
1998-ban hazatért az Egyesült Államokba az MLS-ben szereplő Columbus Crew együtteséhez, ahol egy évig játszott. 2000 és 2002 között a New England Revolution csapatában játszott, de 2001-ben kölcsönadták a Bolton Wanderers. A 2002-es MLS-kupadöntőt követően.

### A válogatottban
1994 és 1998 között 10 alkalommal szerepelt az Egyesült Államok válogatottjában. Részt vett az 1994-es és az 1998-as világbajnokságon. Válogatott évei alatt Brad Friedel, Kasey Keller és Tony Meola mögött nem sok lehetőséget kapott.
Ezen kívül tagja volt az 1995-ös Copa Américán és az 1998-as CONCACAF-aranykupán ezüstérmet  szerző válogatott keretének is.

## Sikerei
Egyesült Államok
- CONCACAF-aranykupa döntős (1): 1998